# Centro de presión
Se denomina centro de presión de un cuerpo al punto sobre el cual se debe aplicar la resultante de todas las fuerzas ejercidas por el campo de presión sobre ese cuerpo para que el efecto de la resultante sea igual a la suma de los efectos de las presiones.
Se trata de un concepto que no necesariamente ha de coincidir con el centroide geométrico, el centro de masas o el centro de gravedad. La coincidencia o no de estos conceptos permite analizar la estabilidad de un cuerpo inmerso en un fluido.

## Relación del centro de presión con las cuatro fuerzas básicas del avión
Un avión está sometido a cuatro fuerzas básicas: sustentación, peso, empuje y resistencia. Calcular el centro de presión resulta imprescindible cuando se diseña un avión o incluso cuando se vuela puesto que de esta magnitud dependerá la estabilidad del aparato. La localización del centro de presiones de una aeronave varía con su velocidad aerodinámica, y su localización y variación con la velocidad es un parámetro clave a la hora de diseñar. Los componentes de dirección de los aviones (tales como estabilizadores y alerones) desplazan momentáneamente el centro de presión con consecuente cambio de actitud del avión. Un buen aeroplano debe ser capaz de mantener una actitud de vuelo recto y nivelado con la menor actuación del piloto que sea posible, si bien muchas aeronaves militares modernas están diseñadas para ser inestables, de forma que puedan cambiar su actitud con gran facilidad; para compensar esta falta de estabilidad, las aeronaves son quipadas con sistemas de Fly-by-wire (vuelo por cable), de forma que los ordenadores embarcados realizan pequeños ajustes para mantener el vuelo nivelado. Para mantener un vuelo estable sin realizar esas correcciones el centro de presión debe coincidir en gran manera con el centro de gravedad. En relación con el centro de gravedad: las alas están colocadas en tal forma que se encuentran cerca de él y ocasionan tan poco desequilibrio longitudinal que sea controlable por el estabilizador horizontal.

## Estabilidad de un cuerpo sumergido
En un cuerpo sumergido en el agua, como un barco o una boya operan el peso, las fuerzas de presión y el empuje debido al Principio de Arquímedes. Para que el cuerpo este en reposo y las diferentes fuerzas no generen momentos, deben estar alineados. Sin embargo es fácil ver como un equilibrio con el centro de presiones por encima del centro de masas genera un equilibrio estable (que perturbado tiende a volver al equilibrio) mientras que la inversa genera un equilibrio inestable (que tiende a separarse del equilibrio al ser perturbado).

## Centro de Presión en la Sección de un Material
En la sección de un material (por ejemplo la tensión transversal de una viga), el centro de presión se encuentra como N*ex= My o N*ey=Mx (usando terna izquierda, para terna derecha sería N*ez= My o N*ey=Mz) siendo N la fuerza normal a la sección, ey o ez la excentricidad (la distancia al centro de presión desde el baricentro y M el momento resultante total sobre la sección).